# Delara Burkhardt
Delara Burkhardt, née le 3 novembre 1992 à Hambourg, est une femme politique allemande. Membre du Parti social-démocrate d'Allemagne (SPD), elle est élue députée européenne en 2019.

## Biographie
Delara Burkhardt est membre du SPD depuis ses quinze ans. Elle est élue députée européenne en mai 2019 et réélue en 2024.